# Grégory Jarry
 (novembre 2022).
Grégory Jarry, né en 1973, est un éditeur et auteur de bande dessinée français. Il est cofondateur des éditions FLBLB, avec Otto T.

## Biographie

### Scénariste
Grégory Jarry suit des études de Lettres à Poitiers.
Il exerce comme scénariste pour des livres réalisés avec Otto T. au dessin : Petite histoire du grand Texas, publié en 2005 aux éditions FLBLB. Ensemble, ils publient en 2006 le premier tome de la série Petite histoire des colonies françaises, qui reçoit l'année suivante le Prix Tournesol au festival d'Angoulême. Cinq tomes paraissent, réunis en édition intégrale en 2014. La série fait l'objet d'une exposition au Festival d'Angoulême 2011 (ainsi que dans les médiathèques de Poitiers, Limoges et Clermont-Ferrand).
Dans Petite histoire de la révolution française, publié en 2015, les auteurs imaginent, en parallèle du texte qui dépeint la Révolution de 1789, une révolution à l'époque contemporaine, qui développe une utopie politique, un pouvoir exercé localement en démocratie directe. Ce livre a fait l'objet d'une exposition présentée en 2017 au Festival d'Angoulême puis à Poitiers. En parallèle de sa diffusion en librairies, il est publié intégralement en épisodes sous licence libre Creative commons sur le site Médiapart.
En 2017, Jarry débute l'adaptation en bande dessinée des récits de voyages de Giovanni Belzoni avec Nicole Augereau comme coscénariste et Lucie Castel au dessin. Le deux premiers tomes sont en sélection officielle à Angoulême en 2018 et 2019. Le troisième volume figure dans la sélection pour le fauve d'or au Festival d'Angoulême 2021.

### Auteur de roman-photo
Jarry commence à réaliser des romans-photos dans les premiers numéros de la revue FLBLB rassemblés dans L'Os du gigot (éditions Ego comme X, 2004) avec une préface de Jean Teulé. Savoir pour qui voter est important est publié en 2007 chez FLBLB, suivi par Ça va pas durer longtemps mais ça va faire très mal en 2017 (nommé pour le Gro Prix littéraire du festival Fifigrot 2018). Jarry réalise également des romans-photos pour la presse : fictions jeunesse (Qui veut la peau des Ferchaux, en collaboration avec le dessinateur Anthony Pastor, J'aime lire Max, 2015), récits de voyages (Le grand voyage en Amérique latine, avec Nicole Augereau, publication par épisodes en 2017 dans Biscoto ; Voyage en Asie, avec Nicole Augereau, en 2018 dans GEO Ado) ou docu-fictions (Les derniers jours de Bernard Arnault, dans Le Monde diplomatique en bande dessinée, en collaboration avec François Ruffin, 2010 ; Les Bourrinologues, avec Nicole Augereau et Lucie Castel, GEO Ado, 2021 ; Ce sera mieux après, revue Oblik, 2022).
En 2015, il publie un pamphlet intitulé Debout le roman-photo !. Jarry encourage à s'emparer du roman-photo comme de n’importe quel autre moyen d’expression.
En 2025, la Cité internationale de la bande dessinée et de l'image consacre une grande exposition à cet axe du catalogue des éditions FLBLB.

### Éditeur
Grégory Jarry a fondé avec Thomas Dupuis (Otto T.) la revue FLBLB en 1996, puis les éditions FLBLB en 2002.
Au sein de FLBLB, il accompagne des auteurs de bande dessinée comme Robin Cousin, Lisa Lugrin et Clément Xavier, Chloé Wary, ainsi que des auteurs de roman-photo.
Son travail d'édition, au sein de FLBLB, est partagé avec Thomas Dupuis.

### Vie familiale
Grégory Jarry est le conjoint de Nicole Augereau.

## Œuvre

### Romans-photos
- L’os du gigot, Ego comme X, 2004
- Savoir pour qui voter est important, FLBLB, 2007
- Ça va pas durer longtemps mais ça va faire très mal, FLBLB, 2016

### Scénariste de bandes dessinées
- Petite histoire du grand Texas, dessins Otto T., FLBLB, 2005
- Lucius Crassius précédé du Savant qui fabriquait des voitures transparentes, dessins Otto T., FLBLB, 2006
- Petite histoire des colonies françaises, dessins Otto T., FLBLB

1. L'Amérique française, 2006
2. L'Empire, 2007
3. La décolonisation, 2009
4. La Françafrique, 2011
5. Les immigrés, 2012
6. Intégrale, 2014

- La conquête de Mars, dessins Otto T., FLBLB

1. Le premier homme sur la Lune, 2008
2. Germania, 2008
3. Intégrale, 2015

- Village toxique , dessins Otto T., FLBLB, 2010, réédition 2015
- Bart O’Poil en tournage , dessins Otto T., FLBLB, 2012
- Petite histoire de la révolution française, dessins Otto T., FLBLB, 2015
- Voyages en Égypte et en Nubie de Giambattista Belzoni, coscénariste Nicole Augereau, dessins Lucie Castel, FLBLB
  1. Premier voyage, 2017
  2. Deuxième voyage, 2018
  3. Troisième voyage, 2020
- 300 000 ans pour en arriver là, dessins Otto T.. - Couleurs : Guillaume Heurtault, FLBLB, 2019
- Festin babylonien pour princesse égyptienne, dessins Zelda Pressigout, en collaboration avec le Louvre-Lens, FLBLB, 2021
- Les Bourrinologues, coscénariste Nicole Augereau, dessins Lucie Castel, Milan, 2022
- Vent debout, coscénariste Nicole Augereau, dessins Lucie Castel, Delcourt, 2022
- Avaler la Lune, coscénariste Robin Cousin, Dessins Lucie Castel, Casterman, 2025  1. L'ascenseur

### Autres
- Dancing, flip book, FLBLB, 2006
- Souding, flip book, FLBLB, 2006
- On fait la course / On fait du toboggan, flip book, avec Nicole Augereau, FLBLB, 2009
- Zitoune, illustré, avec Nicole Augereau, FLBLB, 2010
- Debout le roman-photo !, manifeste, FLBLB, 2015 en ligne[14] sur le site de l'éditeur.

## Prix et distinctions
- 2007 : Prix Tournesol avec Otto T., pour Petite histoire des colonies françaises, tome 1 : l'Amérique française
- 2020 : Prix Château de Cheverny de la bande dessinée historique, avec Lucie Castel et Nicole Augereau, pour Voyages en Égypte et en Nubie de Giambattista Belzoni, troisième voyage[15]